# Elezioni regionali in Sicilia del 1971
Le elezioni per il rinnovo dell'Assemblea Regionale Siciliana si svolsero il 13 giugno 1971. L'affluenza fu dell'81,4%. Per la prima volta la legislatura ha una durata quinquennale.
Al termine di queste elezioni, che fecero registrare un crollo del PCI e un ottimo risultato dell'MSI (dal 6,6% al 16,3), il democristiano Mario Fasino venne confermato nell'incarico di presidente della Regione che deteneva già dal 1969, alla guida di un governo di centro-sinistra con il PSI. Nel dicembre del 1972, tuttavia, si concludeva l'esperienza del quinto e ultimo dei governi da lui presieduti: a succedergli fu il collega di partito Vincenzo Giummarra, già governatore siculo per due mesi nel 1967 in un governo centrista, ma che stavolta proseguì nella formula del centro-sinistra. Nel 1974 con l'elezione a presidente del DC Angelo Bonfiglio è la volta del governo della solidarietà autonomistica, con l'apertura al PCI.

## Risultati
| Partito                            | Partito                                          | Risultati | Risultati | Risultati | Seggi | Seggi   |
| Partito                            | Partito                                          | Voti      | %         | ±         | Num   | ±       |
| ---------------------------------- | ------------------------------------------------ | --------- | --------- | --------- | ----- | ------- |
|                                    | Democrazia Cristiana                             | 794 414   | 33,32     | 6,80      | 29    | 7       |
|                                    | Movimento Sociale Italiano                       | 389 512   | 16,34     | 9,78      | 15    | 8       |
|                                    | Partito Socialista Italiano                      | 256 328   | 10,75     | n.d.      | 11    | n.d.    |
|                                    | Partito Comunista Italiano                       | 251 168   | 10,53     | n.d.      | 11    | n.d.    |
|                                    | PCI - PSIUP                                      | 150 526   | 6,31      | n.d.      | 7     | n.d.    |
|                                    | Partito Socialista Democratico Italiano          | 135 118   | 5,67      | n.d.      | 4     | n.d.    |
|                                    | Partito Repubblicano Italiano                    | 110 238   | 4,62      | 0,10      | 3     | 1       |
|                                    | Partito Liberale Italiano                        | 88 083    | 3,69      | 2,42      | 3     | 2       |
|                                    | Partito Socialista Italiano di Unità Proletaria  | 66 222    | 2,78      | n.d.      | 1     | n.d.    |
|                                    | Associazione Amici dell'Unità (PCI)              | 48 379    | 2,03      | n.d.      | 3     | n.d.    |
|                                    | Partito Democratico Italiano di Unità Monarchica | 28 746    | 1,21      | 0,72      | –     | 1       |
|                                    | Zona d'Ippari (PCI)                              | 18 114    | 0,76      | 0,07      | 1     | Stabile |
|                                    | Blocco del Popolo (PCI)                          | 14 150    | 0,59      | n.d.      | 1     | n.d.    |
|                                    | Lista Socialista (PSI)                           | 13 187    | 0,55      | n.d.      | 1     | n.d.    |
|                                    | Altre liste                                      | 20 190    | 0,85      | n.d.      | –     | n.d.    |
|                                    |                                                  |           |           |           |       |         |
| Iscritti                           | Iscritti                                         | 3 093 225 | 100,00    |           |       |         |
| ↳ Votanti (% su iscritti)          | ↳ Votanti (% su iscritti)                        | 2 516 555 | 81,36     | 0,22      |       |         |
| ↳ Voti validi (% su votanti)       | ↳ Voti validi (% su votanti)                     | 2 384 375 | 94,75     |           |       |         |
| ↳ Schede non valide (% su votanti) | ↳ Schede non valide (% su votanti)               | 132 180   | 5,25      |           |       |         |
| ↳ Astenuti (% su iscritti)         | ↳ Astenuti (% su iscritti)                       | 576 670   | 18,64     |           |       |         |

## Deputati regionali
| Deputato               | Collegio      | Lista                   |
| ---------------------- | ------------- | ----------------------- |
| Giuseppe Aleppo        | Catania       | DC                      |
| Mario Arnone           | Caltanissetta | PCI (PCI-PSIUP)         |
| Raffaele Avola         | Ragusa        | DC                      |
| Mario Barcellona       | Palermo       | PCI                     |
| Francesco Basso        | Catania       | PCI                     |
| Vito Bellafiore        | Trapani       | PCI (PCI-PSIUP)         |
| Angelo Bonfiglio       | Agrigento     | DC                      |
| Giuseppe Cadili        | Messina       | PLI                     |
| Giacomo Cagnes         | Ragusa        | PCI (Zona Ippari)       |
| Domenico Cangialosi    | Trapani       | DC                      |
| Nicola Capria          | Messina       | PSI                     |
| Rosario Cardillo       | Catania       | PRI                     |
| Salvatore Careri       | Palermo       | PCI                     |
| Emanuele Carfì         | Caltanissetta | PCI (PCI-PSIUP)         |
| Luigi Carollo          | Palermo       | PCI (Amici Unità)       |
| Vincenzo Carollo       | Palermo       | DC                      |
| Concetto Carone        | Catania       | PSI                     |
| Giovanni Carosia       | Enna          | PCI                     |
| Mario Cavallaro        | Siracusa      | MSI                     |
| Giorgio Chessari       | Ragusa        | PCI (PCI-PSIUP)         |
| Salvatore Cilia        | Ragusa        | MSI                     |
| Salvatore Corallo      | Siracusa      | PSIUP (PCI-PSIUP)       |
| Michelangelo Cosentino | Catania       | PSDI                    |
| Vito Cusimano          | Catania       | MSI                     |
| Mario D'Acquisto       | Palermo       | DC                      |
| Salvatore D'Alia       | Messina       | DC                      |
| Pancrazio De Pasquale  | Messina       | PCI                     |
| Alfonso Di Benedetto   | Palermo       | PLI                     |
| Vincenzo Di Caro       | Agrigento     | PSI                     |
| Salvatore Fagone       | Catania       | PSI                     |
| Mario Fasino           | Palermo       | DC                      |
| Liborio Ferrari        | Enna          | MSI                     |
| Domenico Fusco         | Messina       | MSI                     |
| Innocenzo Galatioto    | Siracusa      | PSDI                    |
| Giovanni Genna         | Trapani       | PLI                     |
| Antonino Germanà       | Messina       | DC                      |
| Salvatore Giubilato    | Trapani       | PCI (PCI-PSIUP)         |
| Gaetano Giuliano       | Siracusa      | PSI                     |
| Vincenzo Giummarra     | Ragusa        | DC                      |
| Cataldo Grammatico     | Trapani       | MSI                     |
| Salvatore Grillo       | Trapani       | DC                      |
| Gaetano Gulotta        | Agrigento     | PSI (Lista Socialista)  |
| Paolo Iocolano         | Palermo       | DC                      |
| Gaetano La Terza       | Catania       | MSI                     |
| Giuseppe Lamicela      | Catania       | PCI                     |
| Giuseppe Lauricella    | Agrigento     | PCI                     |
| Giuseppe Lo Curzio     | Siracusa      | DC                      |
| Calogero Lo Giudice    | Enna          | DC                      |
| Nino Lombardo          | Catania       | DC                      |
| Pasquale Macaluso      | Palermo       | PSDI                    |
| Giuseppe Mancuso       | Caltanissetta | MSI                     |
| Calogero Mangione      | Caltanissetta | PSI                     |
| Calogero Mannino       | Agrigento     | DC                      |
| Carmelo Mantione       | Caltanissetta | DC                      |
| Otello Marilli         | Siracusa      | PCI (Blocco del Popolo) |
| Gioacchino Marino      | Trapani       | PCI (PCI-PSIUP)         |
| Giovanni Marino        | Agrigento     | MSI                     |
| Piersanti Mattarella   | Palermo       | DC                      |
| Aurelio Mazza          | Messina       | PSDI                    |
| Mario Mazzaglia        | Enna          | PSI                     |
| Achille Merendino      | Messina       | MSI                     |
| Antonino Messina       | Messina       | PCI                     |
| Carmelo Motta          | Palermo       | PSIUP                   |
| Antonino Muccioli      | Palermo       | DC                      |
| Giacomo Muratore       | Palermo       | DC                      |
| Salvatore Natoli       | Messina       | PRI                     |
| Santi Nicita           | Siracusa      | DC                      |
| Rosario Nicoletti      | Palermo       | DC                      |
| Vincenzo Ojeni         | Messina       | DC                      |
| Luciano Ordile         | Messina       | DC                      |
| Giovanni Orlando       | Palermo       | PCI                     |
| Benito Paolone         | Catania       | MSI                     |
| Francesco Parisi       | Catania       | DC                      |
| Bartolo Pellegrino     | Trapani       | PSI                     |
| Giuseppe Ragusa        | Catania       | PCI (Amici Unità)       |
| Beppe Recupero         | Messina       | PSI                     |
| Salvatore Rindone      | Catania       | PCI                     |
| Giuseppe Russo         | Catania       | DC                      |
| Michelangelo Russo     | Agrigento     | PCI                     |
| Gaspare Saladino       | Palermo       | PSI                     |
| Modesto Sardo          | Catania       | DC                      |
| Giuseppe Seminara      | Palermo       | MSI                     |
| Giovanni Tepedino      | Palermo       | PRI                     |
| Santo Tortorici        | Agrigento     | PCI (Amici Unità)       |
| Calogero Traina        | Caltanissetta | DC                      |
| Giuseppe Tricoli       | Palermo       | MSI                     |
| Gaetano Trincanato     | Agrigento     | DC                      |
| Paolo Tringali         | Catania       | MSI                     |
| Gioacchino Ventimiglia | Palermo       | PSI                     |
| Francesco Virga        | Palermo       | MSI                     |